# آندوسیدس
آندوسیدس (‎/ˌænˈdɒsɪdiːz/‎ ; زبان یونانی: Ἀνδοκίδης، ح. ۴۴۰ - ح. ۳۹۰ پیش از میلاد) یک لوگوگراف (خطابه‌نویس) در یونان باستان بود. او یکی از ده خطیب آتیکی بود که در «قانون اسکندریه» که توسط آریستوفان بیزانسی و آریستارخوس ساموتراکی در قرن سوم پیش از میلاد گردآوری کردند، نامش ذکر شده‌است.

## زندگی
آندوسیس پسر لئوگوراس بود و در حدود سال ۴۴۰ قبل از میلاد در آتن به دنیا آمد. او متعلق به خانواده باستانی یوپاترید کریکس‌ها بود و تبار و نسب خود را به ادیسه و خدای هرمس می‌رساند.
به نظر می‌رسد در دوران جوانی، آندوسیدس در مناسبت‌های مختلف به عنوان سفیر در تسالی، مقدونیه، مولوسیا، تسپروتیا، ایتالیا و سیسیل فرستاده می‌شد. اگرچه او به دلیل عقاید سیاسیش بارها مورد هجمه قرار گرفت، موضع خود را حفظ کرد. در سال ۴۱۵ پیش از میلاد، او درگیر اتهامی شد که علیه آلکیبیادس مطرح کرده بودند؛ به نظر می‌رسد آندوسیس در بی‌احترامی به اسرار و مثله کردن هرم در آستانه اردوکشی آتنی‌ها به سیسیل شریک جرم بود. گمان می‌رود این گامی مقدماتی برای سرنگونی قانون اساسی دموکراتیک بوده باشد.
آندوسیدس بر این اساس دستگیر و به زندان انداخته شد، اما پس از مدتی با تعهدی مبنی بر این که اعتراف می‌کند و نام عاملان واقعی جنایت را لو خواهد داد، آزادی خود را به دست آورد. به پیشنهاد شارمیدس یا تیمائوس، او سپس چهار نفر را نام برد که همگی به قتل رسیدند. همچنین گفته می‌شود که او پدر خود را به اتهام بی‌حرمتی به اسرار محکوم کرد، اما او را دوباره در بزنگاه خطر نجات داد و البته پدرش شدیداً اتهام را رد کرد. اما چون آندوسیدس نتوانست خود را از این اتهام مبری کند، از حقوق شهروندی خود محروم شد و به تبعید رفت. 
آندوسیدس در مناطق مختلف یونان سفر می‌کرد و عمدتاً به بازرگانی و تجارت و ایجاد ارتباط با افراد قدرتمند سرگرم بود. ابزاری که او برای نزدیکی و دوستی با مردان قدرتمند به کار می‌برد، گاه از بدنام‌ترین نوع بودند. از جمله خدماتی که او به شاهزاده ای در قبرس ارائه کرد، به‌طور ویژه ذکر شده‌است.
در سال ۴۱۱، آندوسیدس پس از تأسیس دولت الیگارشی چهارصد نفره به آتن بازگشت، به این امید که خدمات خاصی که به کشتی‌های آتن در ساموس ارائه کرده بود، مورد قدردانی قرار گیرد. اما به محض این که الیگارشی‌ها از بازگشت آندوسیس مطلع شدند، رهبرشان، پیساندر، او را دستگیر کرد و به حمایت از حزب مخالف خود در ساموس متهم نمود. در طول محاکمه، آندوسیس، که خشم حاکم بر خود را می‌دید، به سوی محرابی که در دادگاه قرار داشت جُست و در آنجا حالت یک تواب را به خود گرفت. این کار جان او را نجات داد، اما او به زندان محکوم شد ولی بلافاصله او آزاد شد یا از زندان گریخت.
آندوسیدس سپس به قبرس رفت و در آنجا مدتی با اواگوراس یکم دوستی کرد. اما بنا به شرایطی دوستش را خشمگین کرد و به زندان افتاد. در اینجا او دوباره فرار کرد و پس از احیای دموکراسی در آتن و لغو دولت چهارصد نفره، یک بار دیگر جرأت کرد که به آتن بازگردد. اما از آنجایی که او همچنان از حکم محرومیت مدنی رنج می‌برد، با رشوه سعی کرد تا پریتانی‌ها را متقاعد کند که به او اجازه دهند در مجلس مردم شرکت کند. اما آن‌ها او را از شهر بیرون کرد. به همین مناسبت، در سال ۴۱۱ پ‌م، آندوسیس «خطابه بازگشتش» را که هنوز نسخه‌ای از آن وجود دارد، ایراد کرد و در آن درخواست اجازه اقامت در آتن کرد؛ اما همچنان بیهوده بود. آندوسیدس در سومین دوران تبعیدش، برای اقامت به ایلیس رفت. کلئوفون، هوچی‌گر معروف، در زمان غیبت او، خانه اش در آتن را اشغال کرد.
آندوسیس تا پس از سرنگونی حکومت ظالمانهٔ سی جبار توسط تراسیبولوس، در تبعید ماند و زمانی که عفو عمومی اعلام شد، او امیدوار بود که این عفو شامل حالش شود و بتواند بالاخره به زادگاهش بازگردد. خود او می‌گوید که از قبرس به آتن بازگشت و در آنجا ادعای نفوذ زیاد و دارایی قابل توجهی داشت. به دلیل عفو عمومی، به او اجازه داده شد در آتن بماند، سه سال بعد از صلح برخوردار شد و به زودی موقعیت تأثیرگذاری در شهر به دست آورد. به گفته لیسیاس، ده روز پس از بازگشت او نگذشته بود که او اتهامی را علیه آرکیپوس یا آریستیپوس مطرح کرد، اما با دریافت مبلغی از این اتهام صرف نظر کرد. در این دوره، آندوسیس به عضویت بوله درآمد و به نظر می‌رسد در این نهاد و همچنین در مجمع مردمی، نفوذ زیادی پیدا کرد. او به سِمَت ژیمناسیارش در هفاستیا نائل شد و به عنوان معمار به بازی‌های ایستمی و بازی‌های المپیک فرستاده شد و حتی منصب نگهبانی خزانه مقدس را به او سپردند.
با این حال در سال ۴۰۰، کالیاس با حمایت قیفیسیوس، آگریریوس، ملیتوس و اپیچارس، بر ضرورت جلوگیری از حضور آندوسیس در مجلس تأکید کردند، زیرا هرگز به‌طور رسمی حقوق شهروندی او بازگردانده نشده بود. کالیاس همچنین او را متهم کرد که به معبد الئوسیس بی‌حرمتی کرده‌است. در اینجا آندوسیس پاسخ خود را در خطابه ای که هنوز به نام «دربارهٔ اسرار» (περὶ τῶν μυστηρίων) موجود است، قرائت کرد و در آن استدلال کرد که او در هتک حرمت اسرار یا مثله کردن هرم‌ها دخالتی نداشته و قوانین معبد الئوسیس را نقض نکرده‌است. او همچنین مدعی شد که به هر حال در نتیجه عفو، شهروندی خود را پس گرفته و کالیاس به دلیل اختلاف شخصی بر سر وراثت است که چنین حرف‌هایی علیه او می‌گوید. در نتیجه تبرئه شد. پس از این، او دوباره از آرامش برخوردار بود تا این که در سال ۳۹۴، به عنوان سفیر به اسپارت رفت تا در مورد صلحی که در نتیجه پیروزی کونون در کنیدوس منعقد می‌شد، مذاکره کند. در بازگشت متهم به رفتار غیرقانونی در دوران سفارتش شد. گفتار «دربارهٔ صلح با لاکدایمونیان» (περὶ τῆς πρὸς Λακεδαιμονίους εἰρήνης) که هنوز موجود است، اشاره به این امر دارد. در سال ۳۹۳ پ‌م تحویل دادگاه داده شد (اگرچه برخی از محققان آن را در ۳۹۱ ذکر می‌کنند). آندوسیس مجرم شناخته شد و برای چهارمین بار او را به تبعید فرستادند. او هرگز پس از آن به شهر آتن برنگشت و به نظر می‌رسد که به زودی پس از این ضربه مرده‌است.
به نظر می‌رسد که آندوسیس هیچ فرزندی نداشت، زیرا او در سن ۷۰ سالگی به عنوان بی‌فرزند توصیف شده؛ اگرچه تعلیقه دربارهٔ آریستوفان از آنتیفون به عنوان پسر آندوسیس یاد می‌کند. ثروت هنگفتی که او از پدرش به ارث برده بود، یا در فعالیت‌های تجاری خود به دست آورده بود، در سال‌های آخر عمرش به شدت کاهش یافت.

## خطابه‌های موجود
1. درباره اسرار (Περὶ τῶν μυστηρίων" De Mysteriis "). دفاع آندوسید در برابر اتهام بی تقوایی در هتک حرمت اسرار الوسیس و مثله کردن هِرم‌ها.
2. درباره بازگشت او (Περὶ τῆς ἑαυτοῦ καθόδου " De Reditu "). درخواست Andocides برای بازگشت و حذف معلولیت مدنی.
3. درباره صلح با اسپارت (Περὶ τῆς πρὸς Λακεδαιμονίους εἰρήνης " دی پیس "). استدلال برای صلح با اسپارت.
4. علیه آلکیبیادس (Κατὰ Ἀλκιβιάδου " کنترا الکیبیادم "). به‌طور کلی جعلی در نظر گرفته می‌شود.

## یادداشت
1. ↑  "Andocides". The Columbia Electronic Encyclopedia, 6th ed. , Columbia University Press, 2012.
2. ↑  Brill's New Pauly v.Andocides
3. ↑  Pseudo-Plutarch, Lives of the Ten Orators
4. 1 2  Plutarch, Alcibiades 21
5. ↑  Andocides, De Mysteriis § 141
6. ↑  Andocides, De Reditu § 26
7. ↑  Andocides, Contra Alcibiadem § 41
8. ↑  Andocides, Contra Alcibiadem § 8
9. ↑  Cornelius Nepos, Alcibiades 3
10. ↑  Jan Otto Sluiter, lectiones Andocideae c. 3.
11. ↑  Andocides, De Mysteriis § 48
12. ↑  Andocides, De Mysteriis
13. ↑  Andocides, De Reditu § 25
14. ↑  Chisholm 1911.
15. ↑  Andocides, De Mysteriis § 137
16. 1 2  Photios I of Constantinople, Bibliotheca
17. ↑  Andocides, De Reditu §§ 11,12
18. ↑  Andocides, De Reditu § 15
19. 1 2  Lysias, Against Andocides § 29
20. ↑  Andocides, De Mysteriis § 146
21. ↑  Andocides, De Mysteriis § 132
22. ↑  Andocides, De Mysteriis § 4
23. ↑  Andocides, De Mysteriis § 110
24. ↑  Andocides, De Mysteriis §§ 146,148
25. ↑  Andocides, De Mysteriis § 144
26. ↑  Lysias, Against Andocides § 31